# Konkret
Konkret est un magazine allemand créé en 1957. Ce mensuel défend des idées nettement à gauche ; s'estimant comme le « seul magazine de gauche allemand » , il est situé par l'Office fédéral de protection de la constitution dans la catégorie de l'  « extrême gauche non dogmatique » .

## Histoire

### Le titre fondé en 1955
Inspiré par les journaux étudiants, le magazine Studentenkurier, à l'origine de Konkret, est créé en 1955 à Hambourg par Klaus Rainer Röhl (de). Il paraît jusqu'en 1957 et gagne une crédibilité grâce à ses collaborateurs (Werner Riegel, Peter Rühmkorf, Arno Schmidt, Kurt Hiller, les dessins de Verner Witting…), [réf. souhaitée]. Dans les premières années, Konkret a une grande influence sur les étudiants critiques de la société.

### Années 1960
Au plus fort de la contestation étudiante (en 1968), le magazine paraît deux fois par semaine puis en hebdomadaire de 1972 jusqu'à sa faillite en novembre 1973[réf. nécessaire].
La plume la plus connue est celle Ulrike Meinhof, l'épouse de Klaus Rainer Röhl, rédactrice en chef de 1960 à 1964, qui sera accusée de radicalisation. Le 7 mai 1969, les bureaux de Hambourg sont envahis et détruits par plusieurs activistes[Qui ?]. 
La participation d'Ulrike Meinhof à l'évasion d'Andreas Baader en 1970 marque la fin de sa carrière journalistique et son entrée dans le groupe terroriste de la Fraction armée rouge, qui la conduira à sa mort en prison en 1976.

### Relations avec la République démocratique allemande
Initialement, le magazine s'adresse à un public étudiant. Il aurait été soutenu par la RDA, à hauteur de 40 000 marks par numéro jusqu'en 1964. Klaus Rainer Röhl, Ulrike Meinhof et d'autres rédacteurs se rendent alors souvent en RDA. Parfois ils y reçoivent des instructions de la part de membres des services de renseignements. Röhl avouera plus tard que des instructions venaient du KPD devenu clandestin à l'ouest en 1956[réf. nécessaire]. Cela se voit quand des socialistes critiques vis-à-vis de Moscou comme Kurt Hiller sont exclus[pas clair].

### Passage à un  magazine porno-politique
Par la suite, le magazine connaît toujours des problèmes de financement, Röhl cherche un moyen d'assurer l'expansion et la diffusion de la revue. Durant ladite révolution sexuelle, le magazine publie de nombreuses photos de nu et de pin-up. Le magazine gagne la réputation pour ses adversaires de magazine « porno-politique. »[réf. nécessaire]
Parmi les collaborateurs de cette époque, on trouve Stefan Aust et Uwe Nettelbeck (de). 
Le journal fait faillite en 1973 et ne paraît plus pendant un an, entre novembre 1973 et octobre 1974.
À l'initiative d'anciens membres de la rédaction et de l'ancien rédacteur en chef de Der Spiegel, Hermann L. Gremliza (de), le nouveau Konkret sort en octobre 1974. Son but est d'être « le fer de lance journalistique d'une gauche digne de confiance (…), [après] que Röhl se soit séparé d'Ulrike Meinhof, une sorte de journalisme jaune de l'opposition extra-parlementaire » [pas clair]." Le journal se revendique toujours de la gauche radicale, c'est-à-dire de la nouvelle gauche.
Lorsque Rupert Neudeck a lancé son "Bateau pour le Vietnam", le magazine a accusé son initiative d’être un « navire contre le Vietnam » car il soutiendrait l’impérialisme occidental en secourant les « trafiquants d’alcool, les proxénètes et les anciens collaborateurs des occupants américains ».

### Années 2000
Dans les années 2000, une fraction de la gauche radicale[Qui ?], se disant anti-impérialiste reproche au magazine d'être favorable à Israël et à la guerre d'Irak[réf. nécessaire]. Fin 2002, Jürgen Elsässer apporte son soutien à Herta Däubler-Gmelin qui avait comparé George W. Bush à Hitler, en écrivant : « Bush veut détourner l’attention des problèmes de politique intérieure. C’est une méthode appréciée. Hitler l’a déjà fait ». Dans deux articles parus dans Junge Welt, Elsässer reproche les « mensonges de la guerre » de la gauche, en particulier de konkret et son cynisme politique,. Début 2003, le magazine annonce la fin de la collaboration d'Elsässer en raison de divergences avec la ligne éditoriale.

## Auteurs
Parmi les collaborateurs, on compte de nombreuses personnalités telles que :
| - Günter Amendt - Stefan Aust - Rudolf Bahro - Manfred Bissinger - Walter Boehlich - Martin Büsser - Diedrich Diederichsen - Jürgen Elsässer - Alex Feuerherdt - Stefan Frank - André Gorz - Sebastian Haffner - Ulrich Holbein - Gero Hoschek - Günther Jacob | - Reinhard Kahl - Otto Köhler - Dieter Kosslick - Matthias Küntzel - Erich Kuby - Dietrich Kuhlbrodt - Tjark Kunstreich - Robert Kurz - Ulrike Meinhof - Uwe Nettelbeck - Reinhard Opitz - Thomas von der Osten-Sacken | - Peggy Parnass - Wolfgang Pohrt - Lars Quadfasel - Ernst Alexander Rauter - Karl Heinz Roth - Bernard Schmid - Ralf Schröder - Georg Seeßlen - Kay Sokolowsky - Ingrid Strobl - Oliver Tolmein - Thomas Uwer - Justus Wertmüller |

Mais aussi des non-journalistes :
| - F. W. Bernstein - Georg Fülberth | - Ernst Fürntratt-Kloep - Freerk Huisken | - Oskar Negt - Klaus Theweleit |

Des écrivains :
| - Heinrich Böll - Peter O. Chotjewitz - Dietmar Dath - Karlheinz Deschner - Hubert Fichte - Erich Fried - Gerd Fuchs - Robert Gernhardt | - Peter Hacks - Eckhard Henscheid - Gerhard Henschel - Günter Herburger - Vladimir Kaminer - Yaak Karsunke - Brigitte Kronauer - Robert Neumann - Hermann Peter Piwitt | - Ernst Alexander Rauter - Martin Robbe - Peter Rühmkorf - Michael Scharang - Arno Schmidt - Michael Schneider - Horst Tomayer - Henning Venske - Peter Paul Zahl |

Et des personnalités politiques :
| - Jutta Ditfurth - Rudi Dutschke - Thomas Ebermann | - Karl-Heinz Hansen - Rainer Trampert - Jürgen Trittin | - Sahra Wagenknecht - Mathias Wedel - Winfried Wolf |

## Source, notes et références
1. ↑  Selbstdarstellung auf Konkret Online
2. ↑  Die Bundesregierung ordnete konkret 2003 auf die schriftliche Frage des CDU-Abgeordneten Georg Schirmbeck hin, als „organisationsunabhängige linksextremistische/linksextremistisch beeinflusste Publikation“ ein, s. Antwort des Staatssekretärs Lutz Diwell vom 1. Août 2003, Bundestagsdrucksache 15/1474, Nr. 40, p. 21. 2004 ordnete das Bundesamt für Verfassungsschutz in dem Reader „Extremismus in Deutschland – Erscheinungsformen und aktuelle Bestandsaufnahme, Herausgegeben vom Bundesamt für Verfassungsschutz, Juni 2006, veröffentlicht auf Extremismus.com, p. 202 f.“ die Zeitschrift dem „undogmatischen Linksextremismus“ zu. Der nordrhein-westfälische Verfassungsschutz bezeichnet konkret als antideutsche Publikation „innerhalb des linksextremistischen Spektrums“, s. Innenministerium NRW – Antideutsch; zuletzt abgerufen am 31. Juli 2006
3. ↑  « Home », sur berlinonline.de (consulté le 19 mai 2023).
4. ↑  Hans-Joachim Noack: Rosen aus Ost-Berlin. Der Spiegel 2006/11: p. 46-49
5. ↑  Hermann L. Gremliza: Im Gespräch. Das Gelächter des Sisyphos. DER POLEMIKER WIRD 60. Interview mit Hermann P. Piwitt In: der Freitag. 10 novembre 2000.
6. ↑  Walter Langlott, “Ein Schiff gegen Vietnam,” konkret 9 (1981)
7. ↑  (fr) Analyse des résultats des élections fédérales allemandes de 2002 sur le site de la Fondation Robert-Schuman
8. ↑  Jürgen Elsässer: Wie sie lernten, die Bombe zu lieben. Linke, Krieg und Antisemitismus, erster Teil. In: Sozialistische Positionen. Hannover, Onlineauftritt.
9. ↑  Jürgen Elsässer: « Mit Auschwitz lügen. Linke, Krieg und Antisemitismus, zweiter Teil. »(Archive.org • Wikiwix • Archive.is • Google • Que faire ?) In: Sozialistische Positionen. Hanovre, Onlineauftritt.
10. ↑  (de) « Konkret Online », sur konkret-verlage.de (consulté le 19 mai 2023).
11. ↑  (de) « Konkret Online », sur konkret-verlage.de (consulté le 19 mai 2023).
12. ↑  (de) « Konkret Online », sur konkret-verlage.de (consulté le 19 mai 2023).

- (de) Cet article est partiellement ou en totalité issu de l’article de Wikipédia en allemand intitulé « konkret (Zeitschrift) » (voir la liste des auteurs).